# You and I (Lady Gaga sang)
 For alternative betydninger, se You and I. (Se også artikler, som begynder med You and I)
"You and I" (skrevet "Yoü and I") er fjerde single fra den amerikanske sangerinde Lady Gagas andet studiealbum, Born This Way. Sangen er skrevet af Lady Gaga, og blev frigivet på verdensplan i 23. august 2011.

## Hitliste
| Hitliste (2011)                | Højeste placering |
| ------------------------------ | ----------------- |
| Australian Singles Chart       | 14                |
| Canadian Hot 100               | 18                |
| French Singles Chart           | 98                |
| Irish Singles Chart            | 44                |
| Japan RIAJ Digital Track Chart | 54                |
| New Zealand Singles Chart      | 5                 |
| Netherlands Single Top 100     | 93                |
| UK Singles Chart               | 55                |
| US Billboard Hot 100           | 16                |
| US Adult Pop Songs             | 30                |
| US Pop Songs                   | 17                |